# Isabelle Jungnickel
Isabelle Jungnickel (* 19. Dezember 1966 als Isabelle Enzenberg in Wien) ist eine österreichische Politikerin. 2015 wurde sie zur Bezirksvorsteher-Stellvertreterin im Wiener Gemeindebezirk Innere Stadt gewählt. Im Oktober 2020 kandidierte sie für den Wiener Gemeinderat und Landtag auf der Liste der neuen Volkspartei. Ab dem 24. November 2020 war sie Stadträtin im Wiener Stadtsenat und der Wiener Landesregierung.

## Leben
Isabelle Jungnickel wuchs in Wien-Liesing auf. Nach der Matura 1985 am Gymnasium Friesgasse in Wien studierte sie an der Wirtschaftsuniversität Wien die Fachrichtung Handelswissenschaften und schloss ihr Studium 1994 mit dem Titel „Mag. rer.soc.oec“ ab. Im Anschluss an ihr Studium war sie im internationalen Handel tätig. Seit 2002 ist sie als Immobilienverwalterin tätig.
Isabelle Jungnickel ist Mutter von zwei erwachsenen Kindern und engagiert sich karitativ im Annemarie Imhof Komitee.

## Politische Laufbahn
Jungnickel engagiert sich seit 2000 in der Wiener Bezirkspolitik. 2005 wurde sie zur Bezirksrätin für die Innere Stadt, Wien, gewählt und war als Mitglied der Bezirksvertretung bis 2010 Vorsitzende des Umweltausschusses. Sie ist seit 2010 Bezirksparteiobmann-Stellvertreterin der neuen Volkspartei Innere Stadt. Jungnickel wurde 2015 zur Bezirksvorsteher-Stellvertreterin und zur Vorsitzenden des Finanzausschusses in Wien Innere Stadt gewählt.
Jungnickel trat bei den Wienwahlen 2020 auf Listenplatz 1 im Wahlkreis Wien-Zentrum für den Wiener Landtag- und Gemeinderat an und erreichte ein Mandat für ihren Wahlkreis.
Die Neue Volkspartei Wien konnte mit einem Rekordplus von 11,19 Prozentpunkten und einem Ergebnis von 20,43 Prozent zwei Stadträtinnen im Stadtsenat sichern. Jungnickel wurde im November 2020 als Stadträtin der neuen Volkspartei Wien im Wiener Stadtsenat und der Wiener Landesregierung angelobt. Als Stadträtin befasst sie sich mit den Themen Wirtschaft, Finanzen, Stadtrechnungshof, Wohnen, Sicherheit Frauen und Petitionen.